# R&B Jumpoff Vol. 36
R&B Jumpoff Vol. 36 to wydany w 2008 roku mixtape amerykańskiego rapera Big Mike’a i producenta Big Stressa. Zawiera on utwory wykonawców R&B.

## Lista utworów
1. "Flashing Lights (Remix)" (R. Kelly & Kanye West)
2. "I Need a Boss Part 2" (Shareefa ft. Jadakiss)
3. "Rock Bottom" (Pleasure P (Pretty Ricky) ft. Lil' Wayne)
4. "Where Do We Go From Here" (Alicia Keys)
5. "Saddest Day" (Akon)
6. "Where Do I Go" (Akon)
7. "Sensual Seduction (Remix)" (Snoop Dogg ft. Lil’ Kim)
8. "Brand New" (Lyfe Jenning ft. Lil' Wayne)
9. "Can't Help Bit Wait (Remix)" (Trey Songz ft. Plies)
10. "With You (Remix)" (Chris Brown)
11. "Hey Baby" (Omarion & Bow Wow)
12. "The Way That I Love You" (Ashanti)
13. "Portrait" (Cheri Dennis ft. Young Joc & Gorilla Zoe)
14. "She’s Got It" (T-Pain & 2 Pistols)
15. "Bust It Baby" (Plies)
16. "Sexy Can I" (Ray Jay ft. Young Berg)
17. "Ditch That" (The Dream)
18. "Please Don’t Stop the Music" (Rihanna)
19. "Check Your Coat" (O"Neil McKnight ft. Greg Nice)
20. "I Remember" (Keisha Cole)
21. "Never Never Land" (Lyfe Jennings)
22. "Nothing in This World (Remix)" (Bonus) (Sean Kingston ft. Paula Deanda & Juelz Santana)